# Блез Сандрар
Блез Сандрар (фр. Blaise Cendrars; 1887—1961), француски и швајцарски књижевник.

## Биографија
Рођен је као Фредерик-Луј Созе (фр. Frédéric-Louis Sauser) 21. септембра 1887. у Шо де Фону у кантону Нојшател у Швајцарској у породици фабриканта часовника.
У петнаестој години бјежи од родитеља. Један од његових биографа и најбољих познавалаца његовог дјела, Фредерик Жак Тампл, каже:
„Тако се збило прво чувено псеудобекство из родитељске куће у Нојшателу, затим одлазак за Русију, па Кину, Холандију, Америку. Ето како се Фредерик Луј Созе припремао за Блез Сандрара“

## О стваралаштву
Уз „Легенду о Новогороду“, и “Могани Намех“, написаних још 1911. године, дуго остаје непознат читалачкој публици. Појављује се тек 1922. године и коначно отвара пут његовом стваралаштву.
Поема „Ускрс у Њујорку“ објављена 1912. године, већ наговјештава Сандраров књижевни карактер. Сандрар се ослобађа свих незгода симболизма отклањајући се преко „Трансибирске прозе“ (1913) ка савременом модернизму у дјелима „Дубине данашњице“ и „Еластичне поеме“.
Фредерик Жак Тампл каже:
„Може се сасвим логично закључити да без излишне свађе око приоритета „Ускрса“ у односу на Аполинерове „Зоне“, Блез Сандрар не би никада објавио „Могани Намех“ у „Слободним листовима“ 1922. године. Нема сумње да је он то учинио да би се запазили у томе тексту праизвори „Ускрса“ и да се „de facto“ њему треба да додели место које му с правом припада.
Међутим, судбина је имала своју правду и одредила да он никада не нађе своје припадајуће мјесто. Зато је готово све његово стваралаштво проткано извјесном количином горчине. Сандрар као да није био рођен под срећном звијездом, нигдје није могао да пронађе своје мјесто, па ни међу новим пјесницима тог времена, који су такође, били у сукобу са насталим симболизмом (Макс Жакоб, Андре Салмон и Гијом Аполинер). Није му било мјеста ни у Дади, ни са надреалистима. Био је, мада највећи новатор нашег времена, дефинитивно осуђен да остане усамљена изгнана звијезда у свијету сопствене књижевне, али и моралне имагинације.
Писац је умро 21. јануара 1961. у Паризу, и сахрањен је у Батигнолес гробљу (Cimetière des Batignolles) у Паризу. 1994. године су његови посмртни остаци пренесени на гробље у граду Ле Тремблаи-сур-Маулдре (Le Tremblay-sur-Mauldre) гдје се налазила и Сандрарова родитељска кућа.

## Признања
(1960) године је добио високо француско одликовања "Витез ордена Легије части". 1961. године био је лауреат Француске Академије за своје пјесничко дјело. У 1978. години основана је, њему у част, Међународна асоцијација Блез Сандрар.

## Дјела

### Поезија
- Легенда Новгород (1907)
- Секвенце (1912)
- Ускрс у Њујорку (1912)
- Проза Трансибирца и мале Жане Францускиње (1913)
- Рат у Луксембургу (1916)
- Панама или авантуре мојих седам ујака (1918)
- 19 еластичних песама (1919)
- Могани Намех (1922)
- Мапе пута (1924)
- Кодак (1924)
- Дубине данашњице

### Романи и приче
- Убио сам (1918)
- Злато (1925)
- Мале црначке приче за децу белаца (1928)
- Исповести (1929)
- Рум (1930)
- Холивуд, Мека биоскопа (1936)
- Истините историје (1937)
- Згромљени човек (1945)
- Подела неба (1949)
- Води ме до краја света! (1953)

### Публикације
- Злато, 1926.
- Лош судија (1900-1939)
- Широм света и дубоко у свет, 1974.
- АБЦ биоскоп. Интервју о филму, 1911-1933
- Сандрар, мале црначке бајке за белу децу, 1933.
- Песме, Седам векова француске поезије у руском преводу, 1999.
- Принц Трбосек или Женомор, 2005.
- Злато, 2008.
- Тајни живот, 2010.

Нека његова дјела, „Опасни живот“, „Ал Капоне“ и „Панорама лоповских сталежа“, су у извјесном смислу претходница данашњих криминалистичких романа. Пред смрт је писао, са великим симпатијама, и о Сарајевском атентату и атентаторима.